# Sound of White Noise
Sound of White Noise —en español: Sonido del ruido blanco— es el sexto álbum de estudio de la banda de heavy metal Anthrax. El álbum salió a la venta el 25 de mayo de 1993 por la discográfica Elektra Records. Este es el último álbum grabado con el guitarrista Dan Spitz y el primero con el vocalista John Bush.

## Lista de canciones
- Todas las canciones escritas por Frank Bello, Charlie Benante, John Bush, Scott Ian, excepto las indicadas.

1. "Potter's Field" – 5:00
2. "Only" – 4:56
3. "Room for One More" – 4:54
4. "Packaged Rebellion" – 6:18
5. "Hy Pro Glo" – 4:30
6. "Invisible" – 6:09
7. "1000 Points of Hate" – 5:00
8. "Black Lodge" (Angelo Badalamenti, Bello, Benante, Bush, Ian) – 5:24
9. "C11H17N2O2S Na" – 4:24
10. "Burst" – 3:35
11. "This Is Not an Exit" – 6:49

### Canciones extras (Remasterización 2001)
1. "Auf Wiedersehen" (Rick Nielsen, Tom Petersson) – 3:33
  - Cheap Trick cover
2. "Cowboy Song" (Phil Lynott, Brian Downey) – 5:06
  - Thin Lizzy cover
3. "London" (Morrisey, Johnny Marr) – 2:54
  - The Smiths cover
4. "Black Lodge" (Strings Mix) (Badalamenti, Bello, Benante, Bush, Ian) – 5:21

### Bonus CD (Edición japonesa)
1. "Noisegate" – 4:25
2. "Cowboy Song" (Lynott, Downey) – 5:06
  - Thin Lizzy cover
3. "Auf Wiedersehen" (Nielsen, Petersson) – 3:33
  - Cheap Trick cover
4. "Looking Down the Barrel of a Gun" (Michael Diamond, Matt Dike, Adam Horovitz, John King, Mike Simpson, Adam Yauch) – 3:10
  - Beastie Boys cover

## Sencillos
- «Only»
- «Black Lodge»
- «Room for One More»
- «Hy Pro Glo»

## Créditos
- John Bush – voz
- Dan Spitz – guitarra líder
- Scott Ian – guitarra rítmica, guitarra líder en "Burst", guitarra líder y guitarra rítmica en "Black Lodge" y "Packaged Rebellion", bajo de seis cuerdas, coros
- Frank Bello – bajo, coros
- Charlie Benante – batería, guitarra rítmica en "Black Lodge"